# Othlinghausen
Othlinghausen ist die Bezeichnung eines Stadtteils und gehört zum statistischen Bezirk 13 (Buckesfeld / Othlinghausen) der Kreisstadt Lüdenscheid im westlichen Sauerland, Nordrhein-Westfalen. Der Ortsteil und der statistische Bezirk befinden sich im Nordwesten des Stadtgebietes. Auch die Bauernweiler Eicken und Felde gehören zum Stadtteil Othlinghausen.

## Geschichte
Im Mittelalter gehörte Othlinghausen zur Winkhauser Bauerschaft im Kirchspiel Lüdenscheid. Lange war es rein kirchlicher Besitz und diente mit anderen Gütern zur Unterhaltung der heutigen Erlöserkirche und der Kirchspielspfarrer. Der Ortsname ist abgeleitet von Odilinghusun, was so viel wie Ansiedlung der Leute eines Odil/Odilo oder einer Odila/Odilia bedeutet. Seit 1843 gehörte Othlinghausen zur Gemeinde Lüdenscheid-Land, Amt Lüdenscheid. Seit den 1950er Jahren entstand im Südosten des Stadtteils Othlinghausen eine bis in die 1960er Jahre kontinuierlich erweiterte größere Siedlung. Wegen der gewählten Straßennamen ist sie bis heute als Musikerviertel bekannt. Um eine zentrale Platzanlage wurde u. a. mit der evangelischen Kirche Lösenbach und der Grundschule Lösenbach ein Unterzentrum konzipiert. Am 1. Januar 1969 erfolgte mit dem größten Teil von Lüdenscheid-Land die Eingemeindung in die Stadt Lüdenscheid. Seit den späten 1980er Jahren entstand ein größeres Neubaugebiet auch östlich des alten Dorfes Othlinghausen. Dadurch ist dieses endgültig mit dem Innenbereich der Stadt zusammengewachsen. Jedoch bildet es nach wie vor die Grenze zum teils stark bewaldeten Außenbereich.

## Infrastruktur

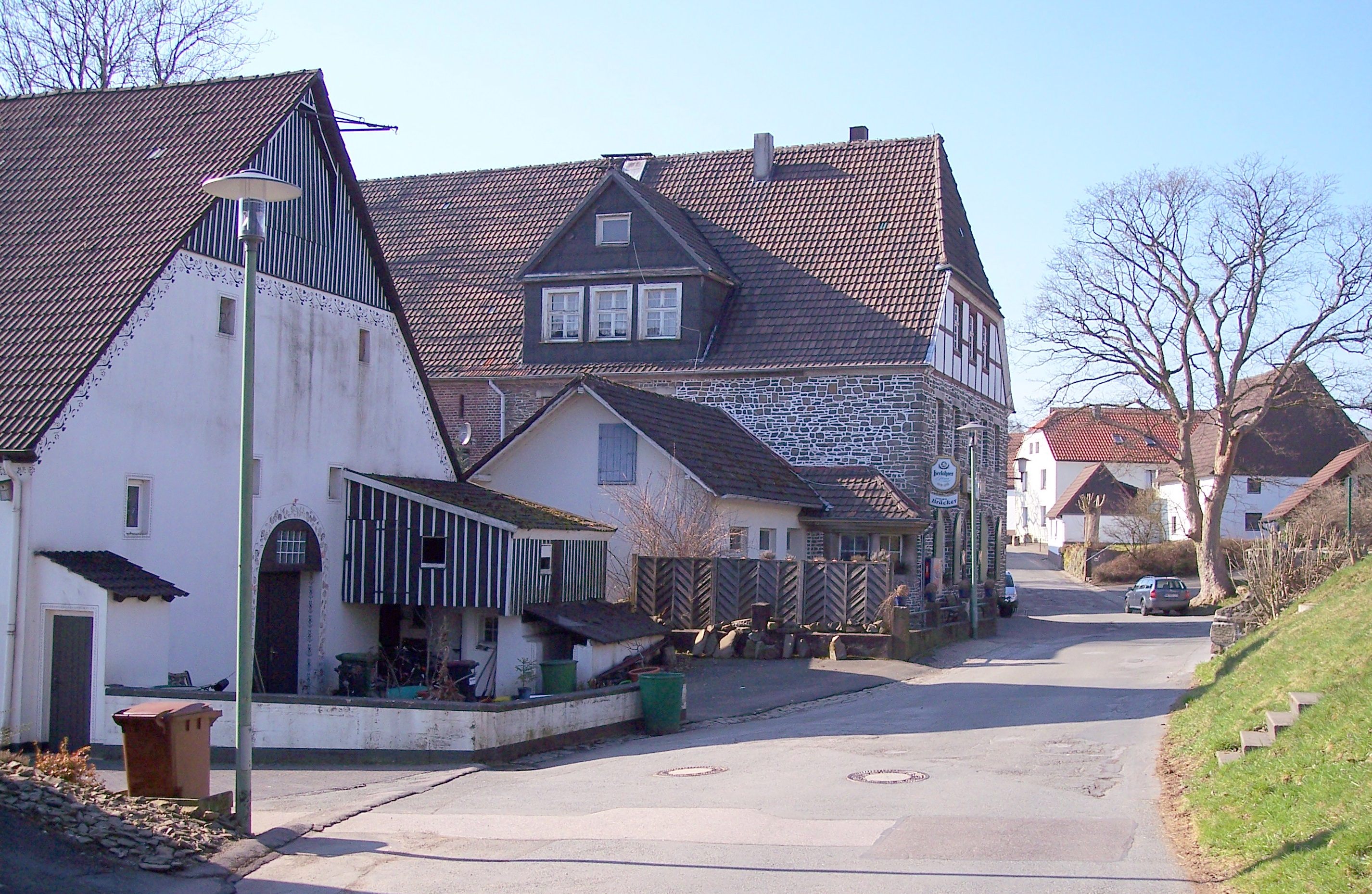
Dorfkern mit alter Gaststätte

### Allgemein
Im südlichen Teil vom Stadtteil Othlinghausen befinden sich die Lösenbacher Kirche und die Grundschule Lösenbach. Die benachbarte Platzfläche am Ende der Schubertstraße bildet mit mehreren Einzelhandels- und Gastronomieeinrichtungen ein kleines Unterzentrum. Das Musikerviertel und das Neubaugebiet von Othlinghausen besitzen uneingeschränkt städtischen Charakter. Große Teile vom weiteren Othlinghausen sind dagegen eher ländlich geprägt. Bis vor wenigen Jahren gab es auch hier noch viele landwirtschaftliche Betriebe. Diese führten zum Teil sogar einen Hofverkauf mit frischen tierischen Produkten.

### DRK-Kindertagesstätte "Lösenbach"
Am 20. April 2015 soll im Rat der Stadt Lüdenscheid beschlossen werden, ob die bestehende DRK-Kindertagesstätte "Lösenbach" um einen Anbau erweitert werden kann, der zwei zusätzliche Gruppen aufnehmen soll. Bisher unterhält die Kindertagesstätte nur zwei Regelgruppen mit je 25 Kindern. Damit soll das fehlende Kindertagesstätten-Angebot im Bereich Lösenbach/Buckesfeld ausgeglichen werden. Insgesamt geht es um eine Investition von fast einer Million Euro für die Erweiterung des Erdgeschosses und eine teilweise Unterkellerung des Gebäudes. Davon sind 900 000 Euro als reine Baukosten veranschlagt und 95 000 Euro als Einrichtungskosten. Davon stehen als finanzielle Fördermittel des Bundes 288.000 Euro in Aussicht. Diese Bundesmittel stammen aus dem „Investitionsprogramm Kinderbetreuungsfinanzierung 2015-2018“. Wie das Hauptgebäude soll auch der Anbau ein Flachdach erhalten. Zudem soll das Gebäude mit einer vorgehängten, wärmedämmenden Fassade versehen werden. Insgesamt werden dadurch 397 Quadratmeter zusätzliche Fläche für die Kindertagesstätte geschaffen.

### Laternen
In Othlinghausen wurden in den letzten Monaten die alten Laternen massiv durch neue energiesparende und hellere LED-Leuchten ersetzt. Dies hänge mit der neuen gesetzlichen Vorgabe zusammen, wonach bis Ende 2015 keine energieintensiven Laternen mehr an öffentlichen Straßen und Wegen stehen dürfen.

### Gemeindezentrum Lösenbach

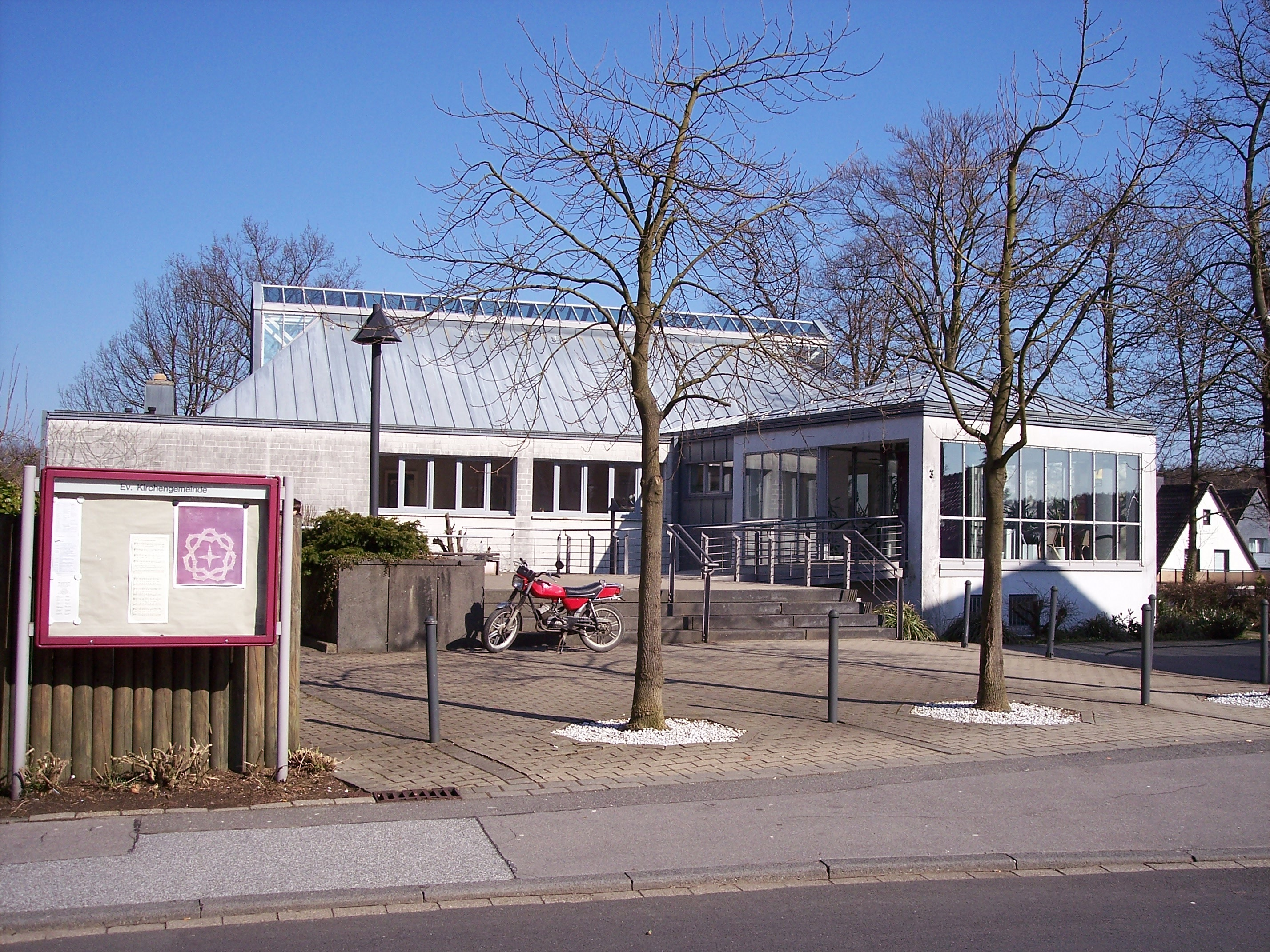
Gemeindezentrum Lösenbach (2009)

Im Jahr 2014 feierte der Gemeindebezirk Lösenbach sein 50-jähriges Jubiläum. Die Gemeinde Lösenbach wurde 1964 wegen der weitreichenden, neuen Wohnbebauung im Bereich Oberlösenbach gegründet. Zuerst wurden die Gottesdienste in der Pausenhalle der damals neugebauten Grundschule Lösenbach gefeiert. Von Januar 1967 bis 1988 war ein provisorisches Fertighaus an der Schubertstraße 3 das Gemeindezentrum gewesen. 1974 erhielt das Gemeindehaus noch einen zusätzlichen Jugendtrakt. Nach dem Abriss des Fertighauses und Neubau des Gebäudes wurde am Erntedanktag (1. Oktober) 1995 das neue Gemeindezentrum an der Schubertstraße 3 eröffnet. Im Obergeschoss des Gemeindehauses befindet sich der Gottesdienstraum und ein zusätzlicher Gruppenraum. Im Untergeschoss befinden sich die Jugendräume. Die Gemeinde gehört heute zum evangelischen Gemeindebezirk Brügge-Lösenbach.

### Neubaugebiete für Wohnhäuser
In den letzten fünf Jahren gab es intensive Überlegungen, ob ein weiteres Neubaugebiet für Wohnhäuser in Othlinghausen errichtet werden soll. Alte Abbaugebiete im Bereich Stoberg und Haydnstraße, die mit Bau- und Bodenschutt verfüllt und längst renaturiert sind, könnten in diesem Rahmen als Neubauland genutzt werden. Die Westdeutsche Grauwacke Union wollte gleichzeitig den Steinbruch Lösenbach nach Westen in Richtung Brügge erweitern. Seit 2008 ist es relativ ruhig um die Erweiterung des Steinbruchs und um das Neubauprojekt geworden.
Des Weiteren prüft die Stadt Lüdenscheid intensiv, ob weitere sechs Wohnhäuser zwischen Othlinghausen und dem örtlichen Waldrand errichtet werden sollen. Von Seiten der Bevölkerung gab es gegen das Projekt bereits diverse Proteste, weil eine massive Zerstörung der alten Dorf-Struktur und der Natur in diesem Bereich befürchtet wird. Die Stadt Lüdenscheid begründet die Bebauung damit, dass die Nachfrage nach Wohnbauflächen sehr hoch sei und dem in Lüdenscheid Folge getragen werden müsse.

## Sehenswertes
Von Dorf und Neubaugebiet Othlinghausen aus ist das nahe gelegene Schloss Oedenthal auf attraktiven Wanderwegen leicht erreichbar. Trotz der zahlreichen Neubauten ist der ursprüngliche Charakter des Dorfes Othlinghausen noch nachvollziehbar geblieben; die traditionelle Dorf- und Ausflugsgaststätte wird nach wie vor bewirtschaftet. Interessant sind Einblicke in den nahe gelegenen, tief in das Terrain eingeschnittenen Steinbruch. Die Kirche Lösenbach hat mit den Umgestaltungen der letzten Jahre ihren an den Heimatschutzstil erinnernden ursprünglichen Charakter und einen Dachreiter eingebüßt.

## Verkehrsanbindung

### Bahnverkehr
Die nächstliegenden Bahnhöfe sind der Bahnhof Lüdenscheid und der Bahnhof Brügge (Westfalen). Beide sind per Auto oder Bus in wenigen Fahrminuten gut erreichbar.
Die Bahnstrecke Brügge–Lüdenscheid selbst läuft direkt am Rande des Stadtbezirks vorbei.

### Busverkehr
Der Anschluss an den ÖPNV wird mit den Buslinien 40 und 41 der Märkischen Verkehrsgesellschaft (MVG) gewährleistet.
Wichtige Bushaltestellen in dem Stadtteil sind: „Orffstraße“, „Offenbachstraße“, „Humperdinckstraße“, „Buckesfeld“, „Mozartstraße“, „Oberlösenbach“, „Hembeck und Windfuhr“, „Waldlust“, „Schubertstraße“, „Othlinghausen“, „Hindemithstraße“ und „Lisztstraße“.

### Straßenverkehr
Die Anbindung an das Bundesautobahnnetz erfolgt über die nahegelegene Abfahrt Nr. 13 Lüdenscheid-Nord der Bundesautobahn 45. Diese führt Richtung Norden nach Hagen und Dortmund sowie in Richtung Süden nach Siegen, Wetzlar, Gießen und Frankfurt am Main. Weitere Alternativanschlussstellen sind die Abfahrten Nr. 14 Lüdenscheid und Nr. 15 Lüdenscheid-Süd der A 45. Auch die beiden Bundesstraßen B 54 und B 229 liegen in der Nähe von Othlinghausen und sind innerhalb weniger Fahrminuten gut erreichbar. Viele Parkplätze innerhalb von Othlinghausen sichern den Autofahrern genügend Parkmöglichkeiten zu.